# Solomon R. Guggenheim
Pour les articles homonymes, voir Guggenheim.
Solomon Robert Guggenheim (1861-1949) est un industriel, collectionneur d'art et mécène américain.

## Biographie
Solomon Guggenheim est né à Philadelphie en Pennsylvanie le 2 février 1861, au sein d'une fratrie de huit (dont Simon, Benjamin et Daniel). Son père Meyer Guggenheim est un émigrant suisse-allemand qui a fait fortune dans les métaux précieux.
Après avoir suivi des études en Suisse (à l'Institut Concordia de Zurich), il retourne aux États-Unis pour travailler dans les affaires minières familiales. Après avoir fondé la Yukon Gold Company en Alaska, il se retire en 1919 et devient collectionneur d'art non figuratif et mécène. Il crée la fondation Solomon R. Guggenheim en 1937, lui apporte sa collection dont il confie la direction artistique à Hilla de Rebay. Il donne aussi son nom à plusieurs musées dont le musée Guggenheim d'art moderne Bilbao, et le Solomon R. Guggenheim Museum de New York, conçu par Frank Lloyd Wright et construit entre 1955 et 1959.
Parmi ses enfants, Eleanor Guggenheim (future Lady Castle Stewart) et Gertrude Guggenheim.